# Macherí
Macherí, en grec moderne : Μαχαιροί, est un village du dème d'Apokóronas, dans le district régional de La Canée, de la Crète, en Grèce. Selon le recensement de 2011, la population de Macherí compte 54 habitants.
Le village est situé à 24 km de La Canée et à une altitude de 120 mètres.

## Recensements de la population
| Recensements | 1900 | 1920 | 1928 | 1940 | 1951 | 1961 | 1971 | 1981 | 1991 | 2001 | 2011 |
| ------------ | ---- | ---- | ---- | ---- | ---- | ---- | ---- | ---- | ---- | ---- | ---- |
| Population   | 298  | 258  | 225  | 226  | 199  | 142  | 109  | 127  | /    | 81   | 54   |